# Athysanella excavata
Athysanella excavata är en insektsart som beskrevs av Henry Fairfield Osborn 1930. Athysanella excavata ingår i släktet Athysanella och familjen dvärgstritar. Inga underarter finns listade i Catalogue of Life.